# Raison
Pour les articles homonymes, voir Raison (homonymie).
 (avril 2020).
Si vous disposez d'ouvrages ou d'articles de référence ou si vous connaissez des sites web de qualité traitant du thème abordé ici, merci de compléter l'article en donnant les références utiles à sa vérifiabilité et en les liant à la section « Notes et références ».

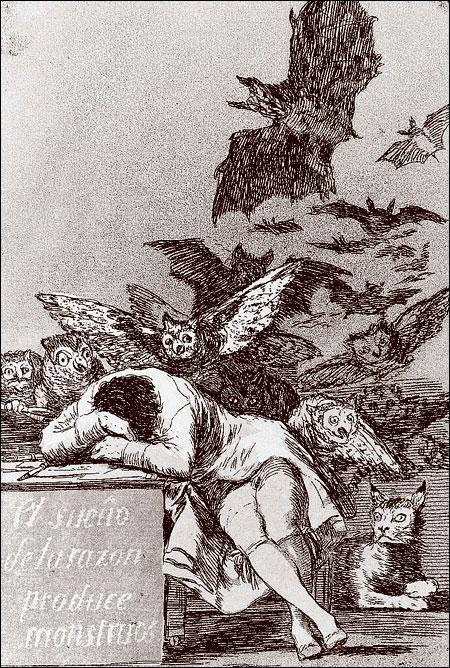
Le Songe de la Raison produit des monstres, par Francisco de Goya.

La raison est généralement considérée comme une faculté propre de l'esprit humain dont la mise en œuvre lui permet de créer des critères de vérité et d'erreur et d'atteindre ses objectifs. Elle repose sur la capacité qu'aurait l'être humain de faire des choix en se fondant sur son intelligence, ses perceptions et sa mémoire tout en faisant abstraction de ses préjugés, ses émotions ou ses pulsions. Cette faculté a donc plusieurs emplois : connaissance, éthique et technique.
Par la suite, on peut distinguer, au point de vue des normes rationnelles :
- la raison comme un ensemble de principes directeurs de la connaissance ou de l'action ;
- la raison comme un principe de création et de mise en ordre de ces principes.

## Étymologies
Le mot raison vient du latin « ratio », qui désigne, en premier lieu, une « mesure », un « calcul », la « faculté de compter ou de raisonner », une « explication », puis une « catégorie, espèce d'animaux ». Par la suite, il désigne aussi les « relations commerciales », avant enfin d'acquérir le sens que nous lui connaissons (cf. dictionnaire Gaffiot).
Le terme « ratio » en mathématique continue d'être utilisé où il signifie « rapport entre deux nombres ». Il s'agit donc bien du sens primordial de « mesure », de « comparaison».
L'homme doté de raison, de rationalité, de l'époque classique est donc celui qui possède l'art de la mesure ou plus encore l'art de faire une comparaison mesurée avec précision. Cette comparaison s'opère au moyen de l'intellect, mais davantage encore, au moyen d'instruments de mesure. Le système métrique (du grec « mesurer ») est la production la plus significative de la rationalité.
« Ratio » n'est pas la traduction du concept grec de « logos », qui fut traduit en latin par « verbum » (le « Verbe »). Le « logos » signifie la « parole », la « discussion », la « raison », et il se rapporte plutôt à la « partie affective » de l'intellect, celle qui précède la volonté pour y aboutir (la raison du cœur qui produit l'intention) ; le mot latin « ratio » a plutôt trait à la partie stratégique de l'intellect, celle qui part d'une volonté pour tenter de l'accomplir.
Autres mots dérivés de « ratio » : « prorata », « ration », « ratifier ».
En français, le mot « raison » finit par regrouper plus ou moins les deux nuances « logos/ratio » (« le cœur a ses raisons que la raison ignore » — Pascal).

## Logique classique
Les quatre paragraphes suivants décrivent la logique classique, et non la raison en tant que telle, qui est beaucoup plus large et couvre plusieurs façons de réfléchir et de former le langage. La logique classique est critiquée de long en large depuis le début du XXe siècle par les mathématiciens et logiciens: elle admet toujours des incohérences (voir la logique intuitionniste de Brouwer, motivée par un constructivisme du raisonnement).
Il existe plusieurs sortes de logiques, et celle décrite plus bas ne correspond qu'à celle d'Aristote (le carré d'Aristote, carré logique, etc.). Conformément à l'étymologie de la raison, ses principes sont divers, mais impliquent une mesure, une observation, une volonté. La raison est créatrice, et se forme à partir du réel, pour aboutir à un langage que l'on dit rationnel ou véridique.

### Principe d'identité
Le discours philosophique a besoin de cohérence. Une expression de ce besoin est le principe d'identité qui énonce que ce qui est, est soi même. C'est, selon Aristote au Livre Γ de la Métaphysique, l'exigence fondamentale du discours rationnel. Si on ne l'admet pas alors le sens des concepts peut changer à tout instant, ce qui revient à dire qu'on ne peut rien dire qui ne soit contradictoire.
Une chose est ce qu'elle est (A=A).

### Principe de non-contradiction
Aristote formule ainsi ce principe : « une même chose ne peut pas, en même temps et sous le même rapport, être et ne pas être dans un même sujet. »
A est différent de non A.

### Principe du tiers exclu
On ne peut attribuer que deux « états » à une affirmation, un état et son contraire (ou l'absence d'état). Il n'existe pas de troisième état « intermédiaire ».
Exemple : Soit il neige, soit il ne neige pas. Et s'il neige un peu, alors il neige.
Ce principe apparaît moins évident que les trois autres.

### Principe de causalité
Ce principe permet de rendre intelligible le devenir, car si toute chose a une cause, alors une raison « permanente » d'un phénomène peut être trouvée. En supposant ainsi qu'une même cause produise toujours le même effet, la raison dispose d'un critère de connaissance. Tout effet a une cause et dans les mêmes conditions, la même cause produit les mêmes effets.
Ce principe ne vaut que là où le temps peut être «défini» sans ambiguïté, ce qui est toujours le cas à l'échelle macroscopique, mais pose des difficultés à l'échelle quantique.
Hume remet néanmoins en cause l'aspect rationnel de la causalité. En effet pour cela il prend l'exemple d'un billard : la pensée commune est que c'est parce que la première bille a heurté la deuxième que celle-ci s'est mise en mouvement. Mais Hume y voit une succession d'événements, une succession non pas logique mais chronologique. Il pense qu'il faut revenir à l'observation, et alors on constate qu'on n'observe jamais la causalité. Pour pouvoir opérer cette substitution de la causalité à la succession, il faut s'assurer que l'opération causale soit légitime, fondée. Cette idée de causalité est surtout une accoutumance spontanée qui nous permet d'anticiper une observation future. Mais la croyance causale n'a pas de légitimité probatoire, on ne peut tirer une certitude de l'avenir à partir du passé. Il parle ainsi de « probabilisme », et non de « rationalisme ».

### Catégories du raisonnement
Plusieurs philosophes (Kant, Renouvier, etc) ont cherché à établir les cadres conceptuels de la raison et à comprendre selon quelles catégories nous formulons des jugements : unité, pluralité, affirmation, négation, substance, cause, possibilité, nécessité, etc. La possibilité d'une catégorisation achevée et complète supposerait que la pensée humaine soit immuable ou plutôt intemporelle dans ses principes. Elle supposerait donc une raison identique à elle-même et sans véritable dynamisme au niveau de ses principes qui seraient inchangeables. On peut, au contraire, estimer qu'il est possible de faire la genèse de la raison, genèse qui nous ferait voir comment se sont constituées ces catégories. Cette opposition, raison constituée - raison constituante en devenir, est, très schématiquement, celle qui justifie l'opposition du rationalisme et de l'empirisme.

## Rationalisme et religiosité
Le rationalisme identifie la raison à l'ensemble des principes énoncés antérieurement. Cette raison est donc un « système », et il est le même chez tous les hommes. Par contre, pour les personnes croyantes (théistes et déistes), cette raison serait assimilée à la « lumière naturelle » par laquelle les croyants pourraient saisir les idées innées que Dieu aurait mises en l'Homme : la notion de vérité serait ainsi en l'être humain, préformée, a priori et elle constituerait le fond de toute pensée. Selon ce point de vue, l'esprit humain serait mis en rapport de manière particulière avec ce qui est nommé « le divin » ; en effet, dans certaines doctrines, la raison humaine peut se fonder en Dieu (Malebranche, Spinoza, etc). Ainsi, l'homme ne penserait-il pas, mais il serait « pensé en Dieu » par l'intermédiaire de la raison. C'est cette thèse métaphysique du rationalisme que Thomas d'Aquin notamment, avait combattue, lorsqu'il s'opposait sur ce point à Siger de Brabant.

## Rationalisme et empirisme
À l'opposé, l'empirisme n'admet pas que la raison soit constituée de principes innés ou a priori. La raison est le produit de l'activité d'un esprit conçu originellement comme une tabula rasa sur laquelle s'impriment les données de l'expérience. La connaissance viendrait donc entièrement de l'expérience et il n'y aurait que des principes a posteriori et plus précisément, acquis. Ainsi Locke combat-il l'« innéisme » contre Descartes dans son Essai sur l'entendement humain. L'étude des principes de la raison se fera alors, à partir de la sensation, de l'habitude, de la croyance, de la succession régulière d'impressions et de l'association d'idées, etc.
Ces deux perspectives sur la nature de la raison semblent a priori inconciliables. Toutefois, certaines personnes croyantes peuvent considérer que toutes les idées ne sont pas innées, et reconnaître une fonction constituante à l'expérience ; l'empirisme peut, de son côté, considérer l'existence de concepts innés. Le rationalisme, en fondant l'esprit humain sur la seule raison identique à elle-même, laisse volontairement hors de son champ d'étude les processus irrationnels qui se manifestent dans et par la pensée. D'autre part, l'empirisme, dans son approche de la compréhension de la réalité, écarte en principe toute activité non-rationnelle de l'esprit, et n'admet donc pas qu'un concept puisse être inné, laissant ainsi la pensée à la contingence de l'expérience. Or, on constate aisément que la raison a une certaine puissance d'ordonnancement.

## Puissance normative de la raison
Selon Aristote, le rôle du philosophe est d'ordonner. En effet, le philosophe est celui qui consacre sa vie à la pensée ; il pèse et il évalue toute chose. Par suite, il fait la lumière sur ce qui était obscur et y met bon ordre. Le philosophe, c'est donc, parmi les hommes, la raison même. Au-delà des catégories déjà constituées de la raison, véritable système de vérités qui peut être socialement institué, le philosophe se sert de la raison comme d'une puissance constituante : il sape l'ancien ou l'assimile, bâtit sur de nouveaux fondements et crée de nouvelles normes, une nouvelle raison. Dès lors, l'activité de la raison dynamique se confond avec l'activité même du philosophe : il invente, crée, organise, synthétise, résout, etc. Bref, philosophie et raison sont des principes d'ordre.

### Normes rationnelles et morales
Dans la mesure où la raison énonce des normes, elle nous donne aussi des règles d'action qui régulent notre comportement. Elle nous permet ainsi de voir clairement le but que nous voulons atteindre et de mettre en œuvre des moyens adéquats. Mais elle nous donne aussi les moyens de vivre en accord avec nous-mêmes, avec les principes que nous nous sommes fixés pour conduire notre vie. En ce sens, elle nous permet de discerner les valeurs morales et leur hiérarchie : elle nous montre d'une part ce que nous acceptons, admirons, recherchons, et d'autre part ce que nous ne pouvons tolérer, ce que nous refusons et rejetons. C'est là sa fonction morale, assez souvent jugée discriminante.

## Limites de la raison

### L'irrationnel
La raison donne des normes. Mais est-elle l'autorité suprême en ce domaine ? Ce qu'elle nous fait connaître est-il infranchissable ? En tant que système de principes, il semble certain que la raison ne se laisse pas légitimement dépasser par des prétentions à une connaissance supra-rationnelle.
Descartes pensait pouvoir recourir à la raison seule pour atteindre, avec certitude, la vérité : voir son projet de mathesis universalis.
La connaissance y est perçue à travers le prisme d'une méthode qui se voulait exclusivement rationnelle. En posant l'affirmation du cogito comme une ipséité conceptuelle, Descartes émet un axiome, c'est-à-dire, une proposition se justifiant par elle-même, mais permettant de servir de base à toute une axiomatique ultérieure.
Cependant, à elle-seule, la raison ne nous fait rien connaître, car l'expérience, même réduite au minimum, est nécessaire. Ainsi, la matière même de l'expérience est en elle-même déjà, une première limite à la raison.
De plus, nous ne pouvons pas non plus affirmer avec certitude que ce que nous pensons selon les règles de la raison soit a priori conforme à la réalité en soi. La réalité et ses lois peuvent donc échapper, dans une certaine mesure, à leur description totale par l'approche rationnelle, car cette dernière est en butte aux limites imposées à l'observation des phénomènes ou des processus… par l'état des outils conceptuels et/ou instrumentaux propre à chaque époque. Ainsi, la raison est toujours confrontée à une résistance certaine, et à une sorte de complexité intrinsèque de la réalité : la normativité de la raison ne permettra donc jamais de rendre compte de la totalité du monde, car chaque avancée de l'esprit génère, à son tour, la découverte de nouvelles problématiques.
Pascal ne comprenait le monde que dans les rapports entre la globalité et les détails. Dans cet esprit, René Dubos tout comme Jacques Ellul ont proposé la formule : « Penser global, agir local ».

### Raison et foi
La science nous donne les moyens de parvenir, jusqu'à un certain point, à la connaissance du monde naturel. Descartes prétendait que l'on pouvait atteindre grâce à l'évidence des idées claires et distinctes, avec une certitude relative, la vérité par la seule « lumière naturelle » et « sans les lumières de la foi ».
Science et foi ont entretenu, à toutes les époques, des relations complexes, dans lesquelles on a pu voir les limites de telle ou telle approche.
Ces limites ne sont pas toujours considérées comme intransgressables par les diverses théologies. En effet, dans ce domaine de la réflexion humaine, la foi nous permettrait de dépasser le donné « naturel ».
Au XIXe siècle, certains (comme Kierkegaard, philosophe danois) pensent que c'est la foi, plus que la raison, qui est essentielle. L'expérience de la foi de Kierkegaard, vécue dans le paradoxe et la souffrance, lui fait ressentir l'incertitude inhérente à la raison, alors que l'on pourrait croire que la raison apporte la certitude.
En 1942, le théologien Henri de Lubac cite Kierkegaard comme exemple de foi dansLe Drame de l'humanisme athée.
Il n'est pourtant pas nécessaire de faire cette expérience de la « souffrance de ne pas comprendre » pour faire l'expérience de la foi : nous avons reconnu plus haut, des limites à la raison. Parvenu à ces limites, l'être humain n'a plus de principe d'explication et surtout d'orientation, et il est alors confronté à l'« altérité radicale » du monde. En recherchant l'origine de cette altérité, certains l'expliqueront par l'hypothèse d'un Dieu créateur, d'autres ne formuleront aucune hypothèse, d'autres encore nieront l'existence de tout principe divin.
Dans tous les cas, la croyance que l'on décide d'adopter n'est manifestement pas entièrement rationnelle.

### Raison et transcendance
La question du rapport entre la foi et la raison est l'occasion de riches débats entre tenants de la rationalité pure et tenants de la transcendance. Le point de vue des tenants de la transcendance est, par exemple, développé dans l'encyclique pontificale Fides et Ratio de Jean-Paul II (1998). Cette encyclique constate l'écart entre les deux termes, elle donne un éclairage particulier sur les différents courants philosophiques de ces deux derniers siècles, et elle souligne l'intérêt des apports de la linguistique et de la sémantique dans le monde contemporain.
Sans opposer absolument foi et raison, elle souligne la nécessité d'un fondement commun :

« Il n'est pas possible de s'arrêter à la seule expérience ; même quand celle-ci exprime et manifeste l'intériorité de l'homme et sa spiritualité, il faut que la réflexion spéculative atteigne la substance spirituelle et le fondement sur lesquels elle repose. »

D'autres textes présentent le point de vue des tenants de la raison pure, on pourra par exemple se référer aux textes publiés par l'Union rationaliste.

### Culte de la raison et crise écologique
Dans un essai publié en 2002 en langue anglaise, La crise écologique de la raison, traduit en français en 2024, l'écoféministe australienne Val Plumwood dissèque les principaux courants philosophiques occidentaux pour démontrer comment le culte de la raison a conduit à la catastrophe écologique actuelle. Soulignant le dualisme nature-culture déjà identifié par Carolyn Merchant, en 1990, dans La Mort de la nature, elle le relie à une forme pervertie de la raison : le rationalisme.
Dans le même ordre d'idées, le pape François critique, dans l'encyclique Laudato si' consacrée à la sauvegarde de la maison commune (2015), un certain mode de pensée dominé par la raison instrumentale, à l'origine de ce qu'il appelle le « paradigme technocratique », qui encourage la conception du monde comme un stock de ressources sans valeurs autres que celle de l'utilité pour l'être humain, d'une nature qui sert de matériau à une exploitation par la médiation d’une technoscience au service d’un projet économique et industriel libéral.